# 3-Hydroxypropionsäure
3-Hydroxypropionsäure ist eine chemische Verbindung aus der Gruppe der β-Hydroxycarbonsäuren.

## Gewinnung und Darstellung
3-Hydroxypropionsäure kommt in der Natur nicht vor, kann jedoch biotechnologisch mit Hilfe von E. coli aus Pyruvat über L-Alanin, β-Alanin und Malonsäure-Semialdehyd gewonnen werden.

## Verwendung
3-Hydroxypropionsäure kann für die Herstellung von 1,3-Propandiol, Biopolymeren und Acrylen verwendet werden.